# Drapeau de Monaco
Le drapeau de Monaco est composé de deux bandes horizontales de même largeur, une rouge et l'autre blanche.
Le dessin actuel date de 1881 mais ses couleurs ont été choisies dès le XIVe siècle par la famille Grimaldi. Il est confirmé dans l'article 7 de la constitution de Monaco de 1962.
Hormis les nuances de couleur et les proportions, il est identique au drapeau de l'Indonésie, à celui de la Hesse ou encore au Rot un Wiss historique alsacien.

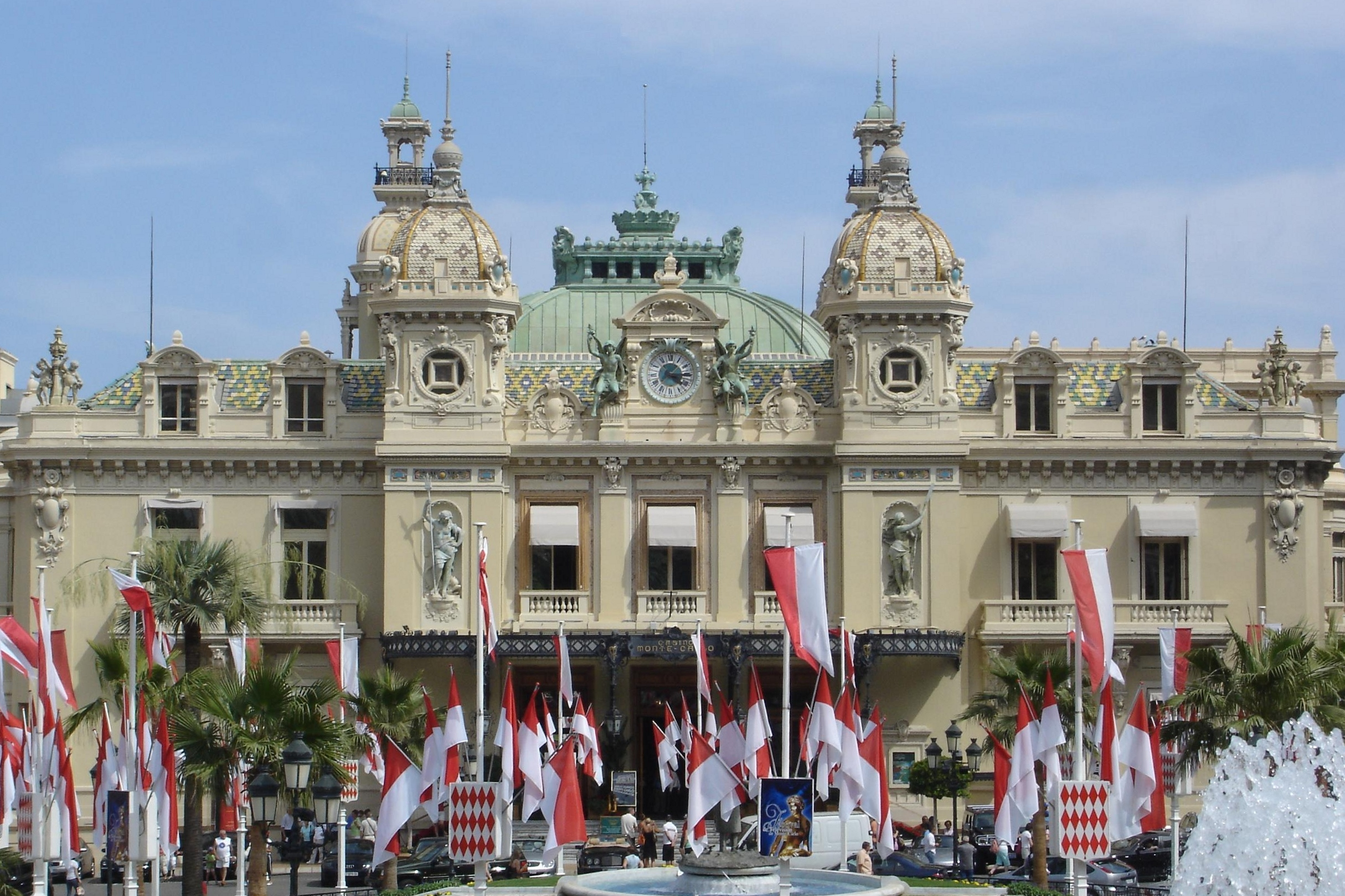
La place de Casino Monte Carlo en 2009 aux couleurs de Monaco
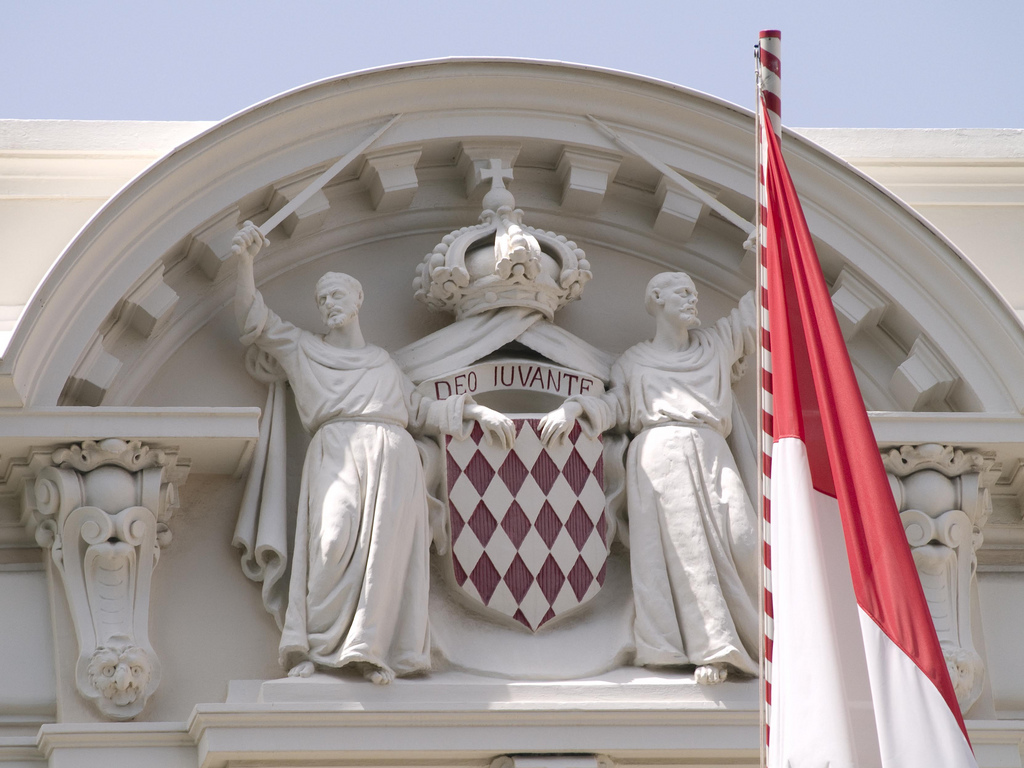
Fronton de l'ancien Conseil national à proximité du palais de justice.
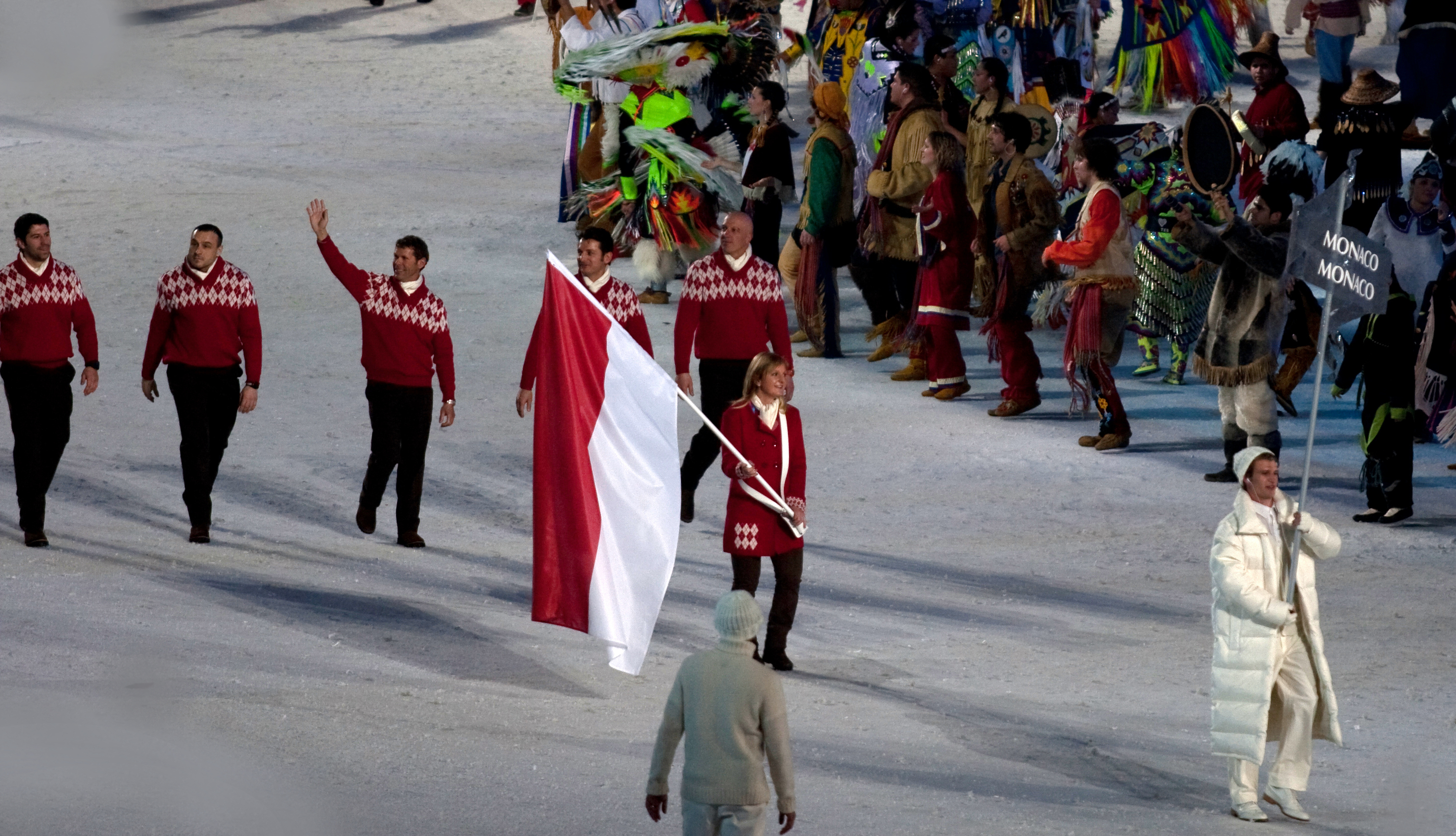
Les athlètes monégasques aux Jeux olympiques d'hiver de 2010

## Drapeau et pavillon d'État
Le drapeau d'État flotte sur le palais princier, les bâtiments du gouvernement, les commissariats ou encore comme pavillon sur le yacht du prince.
Il est blanc avec les armoiries de Monaco.

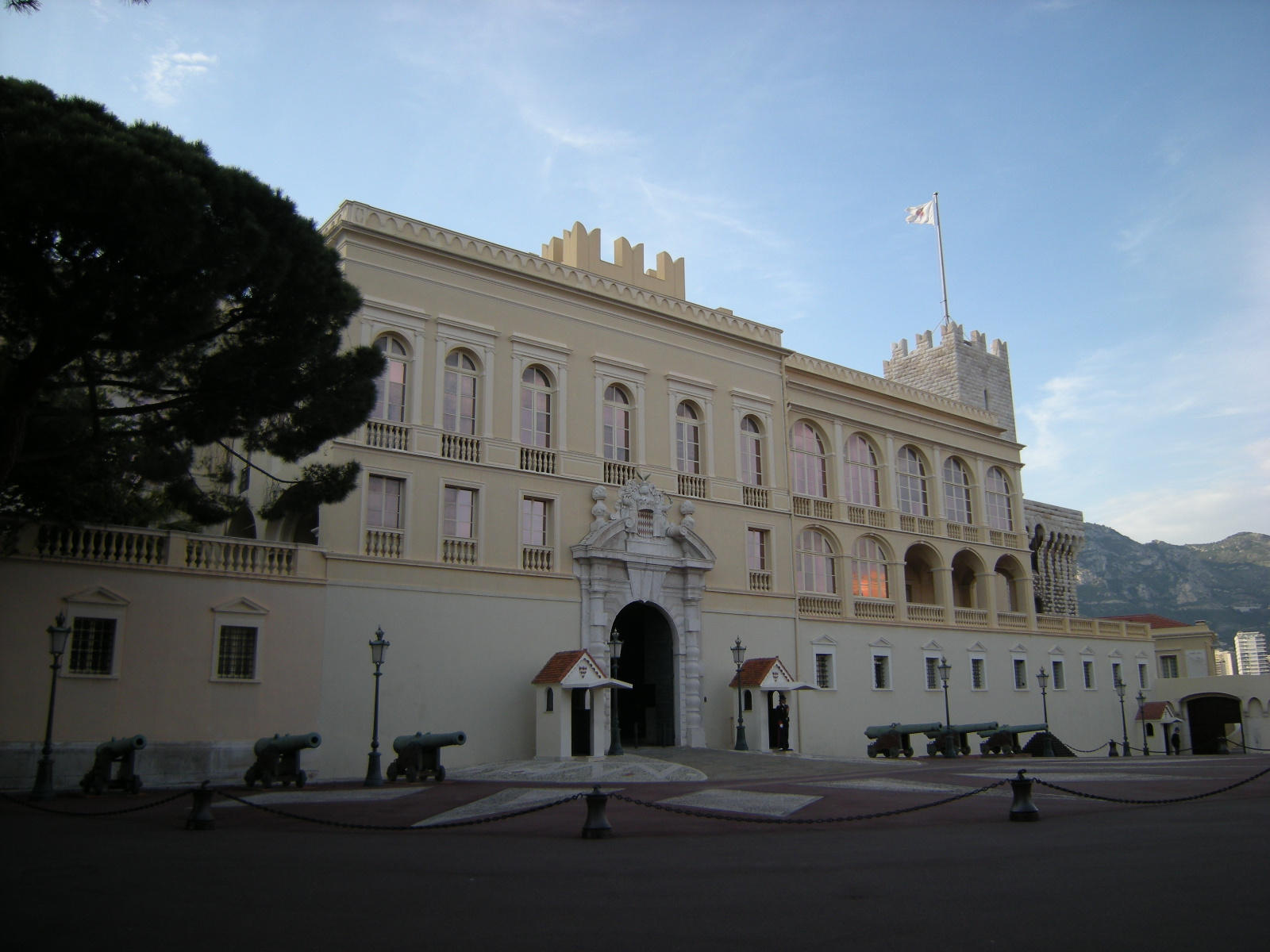
Le drapeau d'État sur le Palais princier.
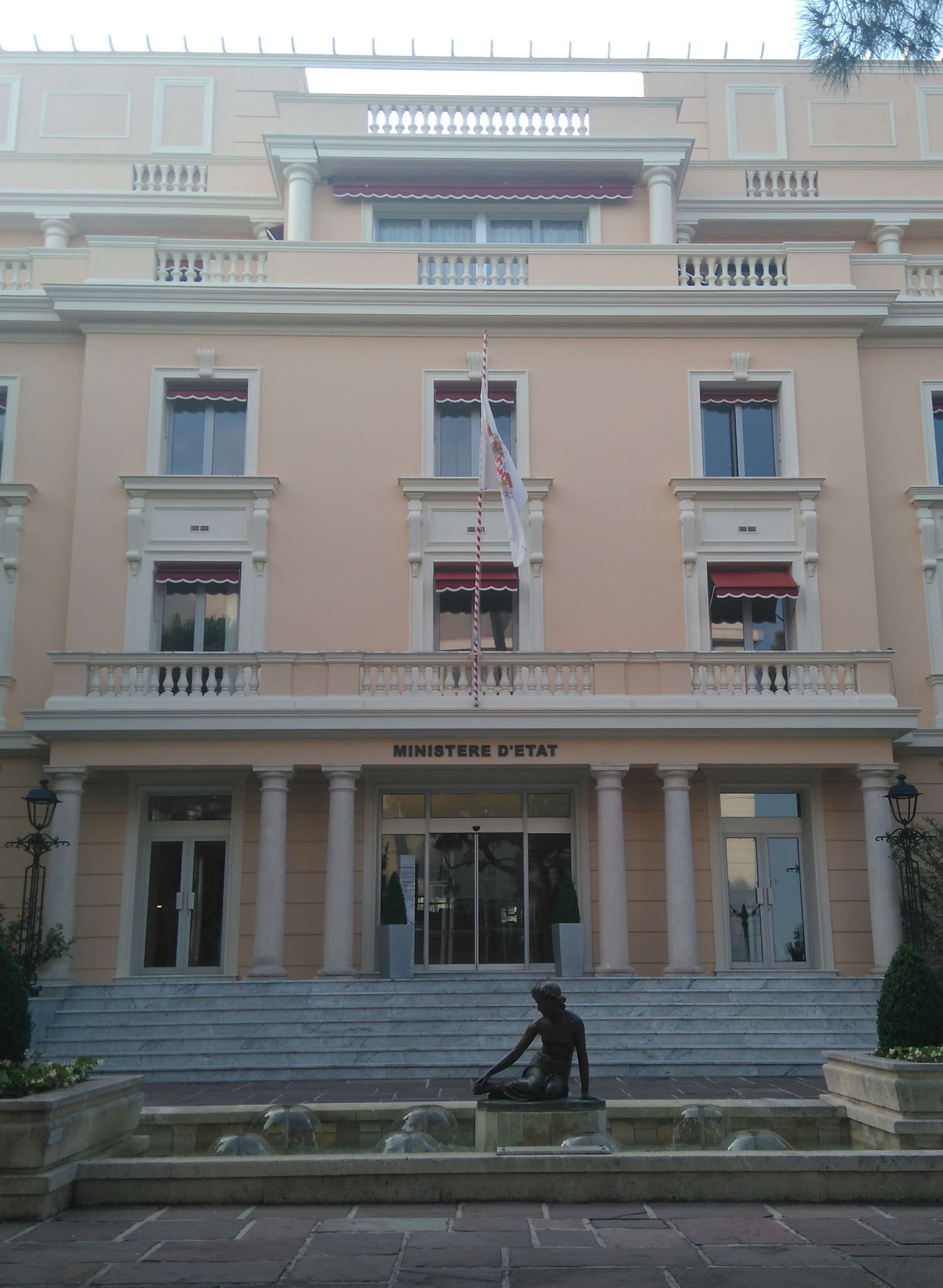
Le drapeau d'État à l'entrée du ministère d'État.
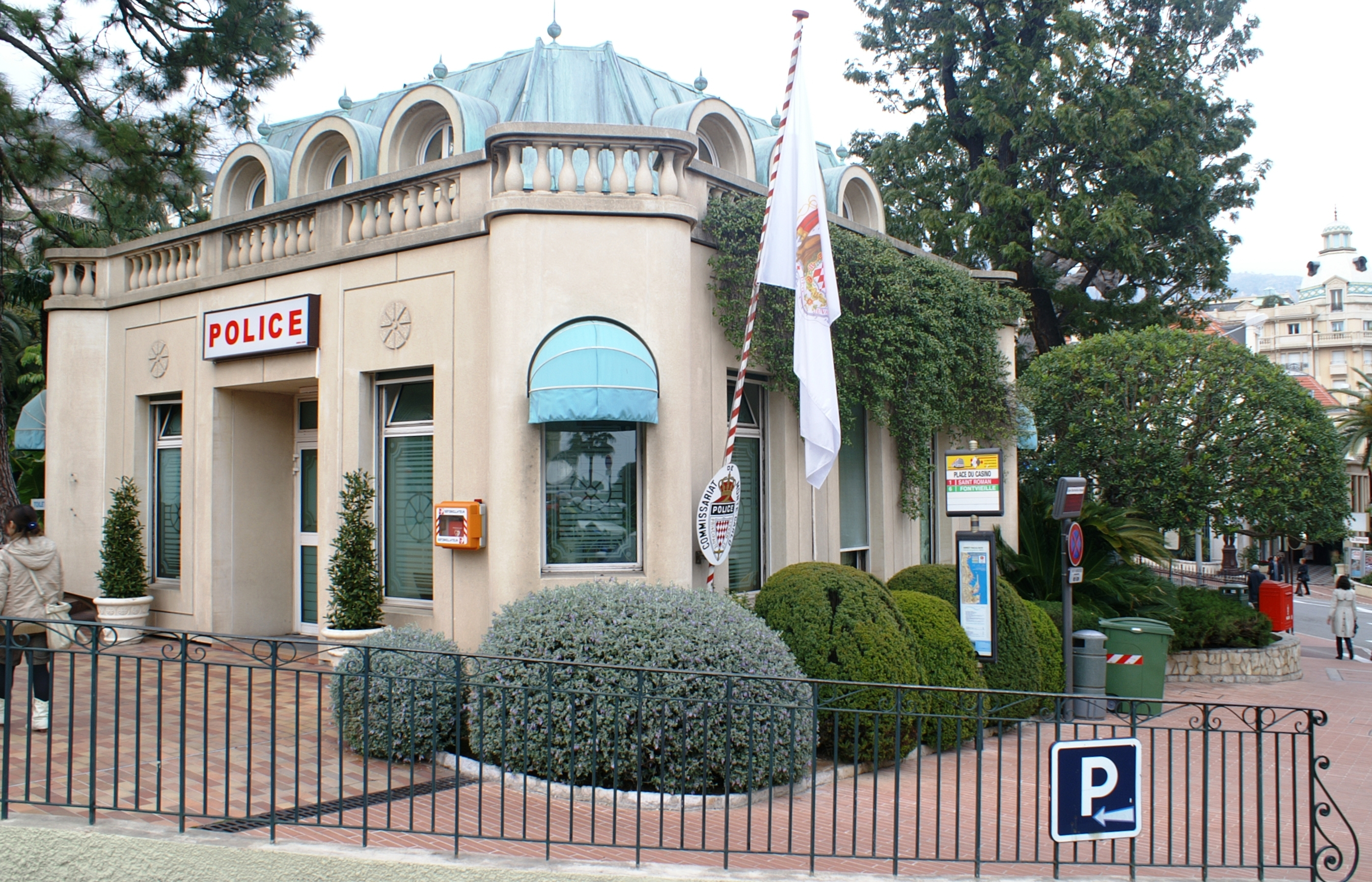
Le drapeau d’État à l’entrée du commissariat de police de Monte-Carlo.

## Étendard princier

Drapeau princier.

L'étendard princier est blanc avec le monogramme du prince en rouge : la couronne de Monaco surmontant deux lettres A opposées. Il s'agit du drapeau personnel du prince Albert II et il n'est utilisé qu'en sa présence, notamment sur les voitures dans lesquelles il voyage.

Le monogramme de cet étendard change avec chaque nouveau prince.